# フランツ・ヴァイス (ヴァイオリニスト)
フランツ・ヴァイス（Franz Weiss 1778年1月18日 - 1830年1月25日）は、オーストリアのヴァイオリニスト、ヴィオラ奏者、作曲家。とりわけルートヴィヒ・ヴァン・ベートーヴェンの弦楽四重奏曲と関係の深いシュパンツィヒ四重奏団のヴィオラ奏者として知られている。

## 生涯
1778年にシレジアに生を受け、ウィーンへと移った。1790年代にヴィオラ奏者としてイグナーツ・シュパンツィヒの非公式の弦楽四重奏団に入団、リヒノフスキー侯爵のために毎週演奏を披露していた。その後、1808年に結成されシュパンツィヒが率いたラズモフスキー伯爵の私設弦楽四重奏団の団員となっている。この四重奏団は1815年に解散し、シュパンツィヒはウィーンを後にした。
1819年から1823年の間には、ヨーゼフ・ベームが組織した弦楽四重奏団でヴィオラを演奏した。1823年にシュパンツィヒがウィーンに戻って自身の弦楽四重奏団を再結成すると、ヴァイスは再びヴィオラを担当することになった。この四重奏団はベートーヴェンの後期弦楽四重奏曲から複数の曲を初演することになる。
ウィーンでのヴァイスはヴァイオリニストとしても著名で、定期的に専ら室内楽を取り扱う演奏会を主催していた。作曲家でもあり、室内楽曲、ピアノソナタ、序曲、交響曲を遺している。